# Biermannia quinquecallosa
Biermannia quinquecallosa là một loài thực vật có hoa trong họ Lan. Loài này được King & Pantl. mô tả khoa học đầu tiên năm 1897.